# H. C. Andersens Barndomshjem
H. C. Andersens Barndomshjem (dt. „H. C. Andersens Kindheitshaus“) ist die dänische Bezeichnung für das Haus, in dem der dänische Dichter Hans Christian Andersen seine Kindheit verbrachte. Das Haus liegt im Zentrum von Odense in der Munke Møllestræde.
Hans Christian Andersen, der 1805 geboren wurde, wohnte von 1807 bis 1819 in diesem Haus.
Der Raum, in dem  Andersen aufwuchs, wurde 1931 als Museum eröffnet. Anlässlich des 200. Geburtstages von H.C. Andersen wurde das Haus 2005 renoviert und durch weitere Ausstellungsstücke ergänzt. Die Einrichtung ist entsprechend den Erzählungen des Dichters in seinen Selbstbiografien eingerichtet. Eine weitere Stube, in der damals eine andere Familie wohnte, zeigt heute Berichte des Dichters über seine Kindheitszeit.